# Thérèse et Isabelle
Thérèse et Isabelle est un roman de Violette Leduc rédigé en 1954, paru sous forme censurée en 1966, puis en version intégrale en 2000.

## Résumé
Dans le pensionnat d'un collège, deux adolescentes découvrent la passion physique. Thérèse, la narratrice, découvre le plaisir grâce à Isabelle, durant trois nuits.
La description sans fard, à la fois poétique et crue de la sexualité lesbienne, forme l'intégralité du roman.

## Histoire du roman
Thérèse et Isabelle devait être la première partie du roman Ravages. Son éditeur, réticent et craignant le scandale, lui conseille de retirer toute cette partie, et Ravages paraît sans elle en 1955. Jacques Guérin publie la même année un tirage restreint (28 exemplaires) de cette partie censurée par l'éditeur.
Violette Leduc intègre alors des passages de Thérèse et Isabelle dans La Bâtarde, qui paraît en 1964. Gallimard accepte de publier Thérèse et Isabelle en 1966, dans une version raccourcie. Ce n'est qu'en 2000 que sort l'édition intégrale, préparée par Carlo Jansiti à partir de la version de 1954.

## Éditions
- J. Guérin, 1955 (texte intégral tiré à 28 exemplaires)
- Gallimard, 1966 (version tronquée de 115 pages)
- Gallimard, coll. « Folio » no 264, 1972 (version tronquée)
- Gallimard, 2000 (texte intégral de 138 pages)  (ISBN 2-07-075895-8)
- Gallimard, coll. « Folio » no 5657, 2013 (texte intégral)  (ISBN 978-2-07-045433-4)

## Adaptation cinématographique
- 1968 : Thérèse et Isabelle, film franco-américano-néerlandais réalisé par Radley Metzger, adaptation du roman éponyme de Violette Leduc, avec Essy Persson (Thérèse) et Anna Gaël (Isabelle)